# Helmut Pertl
Helmut Pertl (* 17. September 1969 in Tamsweg) ist ein Musiker und Komponist aus dem Salzburger Lungau.

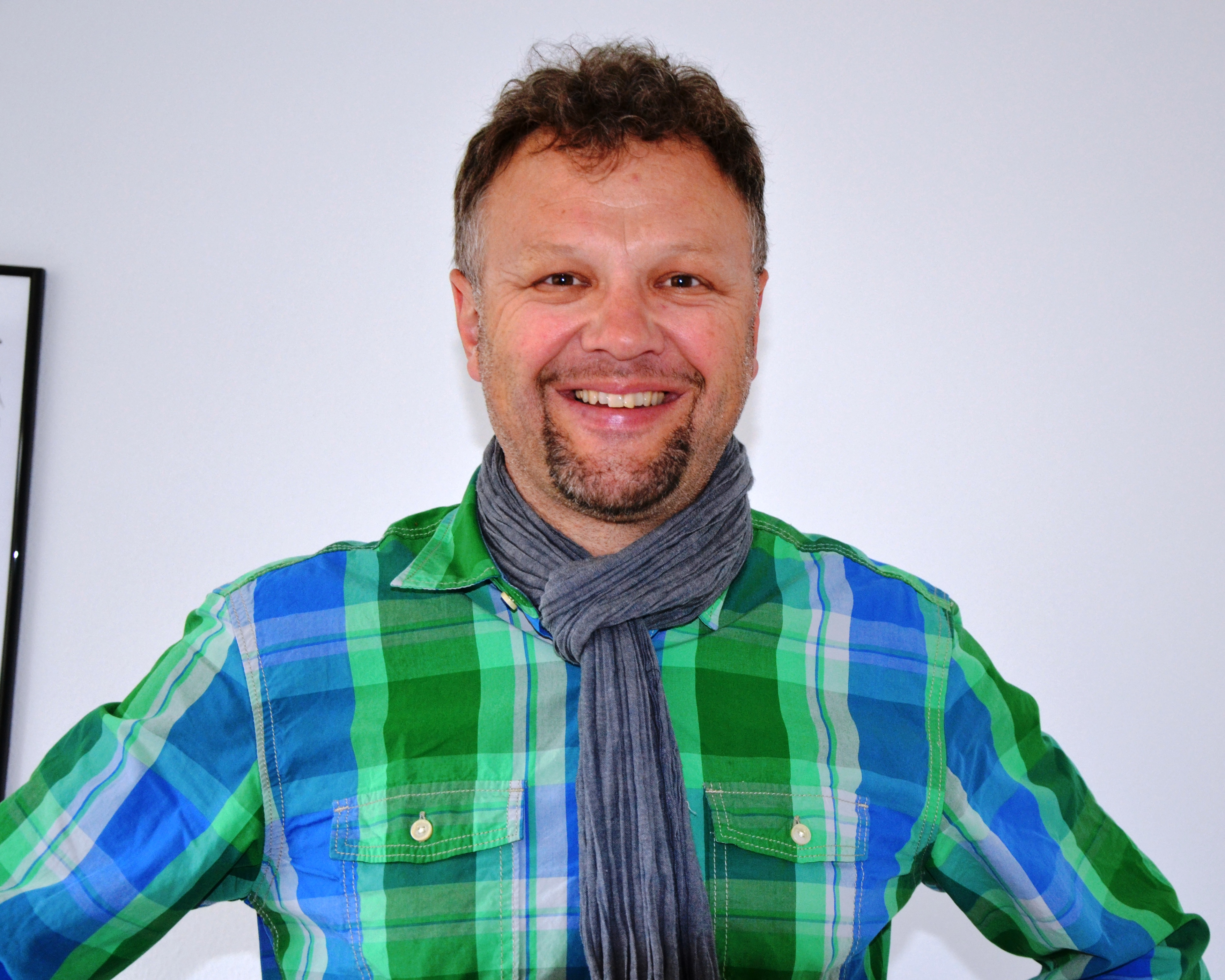

## Leben
Nach der Volksschule, dem Gymnasium (Unterstufe) und der Handelsakademie in Tamsweg machte Pertl eine Ausbildung zum Bankkaufmann in Tamsweg. Von 1998 bis 2001 folgte ein Lehramtsstudium in Salzburg und Graz.
Erste musikalische Ausbildung erhielt er auf der Klarinette mit acht Jahren bei Kpm. Christian Haller, später erweiterte er seinen Horizont, indem er noch Saxophon, Querflöte, Trompete, Basstrompete und die Grundlagen des Klavierspiels lernte.
Seit 1981 ist Helmut Pertl Mitglied der Bürgermusik Tamsweg, sammelte zusätzliche Musik- und Bühnenerfahrung durch diverse Tanzkapellen von 1985 bis 1997. Von 1987 bis 1992 war er Mitglied der Lungau Big Band, von 1989 bis 1990 der Militärmusik Salzburg. Danach arbeitet er 8 Jahre als Bankangestellter in der Privatwirtschaft, bis er 1998 ein Lehramt für wirtschaftliche Unterrichtsgegenstände annahm. Während seiner Studienzeit in Graz absolvierte er eine Kompositions- und Dirigentenausbildung am Johann-Josef-Fux-Konservatorium bei Franz Cibulka sowie Mag. Armin Suppan. Sein Hauptaugenmerk legt er auf traditionelle, österreichische Blasmusik mit ihren speziellen Facetten und Instrumentierungen. Außer der Blasmusik widmet sich der Komponist aber auch verschiedenen Projekten.

## Projekte
- 2006: Theateraufführung „Der Kebapkönig“ – Komposition der Theatermusik sowie Mitwirkung mit einem Bläser-Ensemble der Bürgermusik Tamsweg.
- 2008: Konzertprojekt Bürgermusik St. Michael & Kultband „Querschläger“ – Arrangement eines 20-minütiges Medleys, bestehend aus 6 Stücken der Querschläger, für Blasorchester und Band.
- 2009: Konzertkooperation der Bürgermusik Tamsweg mit der „Murvalley Dixieland Band“.
- 2011: Konzertkooperation der Bürgermusik Tamsweg mit der „Lungauer Liedertafel Tamsweg“. Uraufführung des von Helmut Pertl arrangierten „Festmarsch der Lungauer Liedertafel“ (Der Marsch wurde anlässlich der 100-Jahr-Feier der Lungauer Liedertafel im Jahre 1949 von Hans Noggler jun. komponiert. Ein altes Notenblatt mit der Melodiestimme und dem Text, welches an Kpm. Pertl übergeben wurde, diente als Grundlage für dieses Arrangement).
- 2011: Uraufführung der „St.-Leonhards-Messe“; diese fand im Rahmen des Patroziniumsfestes des hl. Leonhard am 6. November 2011 in der Wallfahrtskirche St. Leonhard zu Tamsweg statt. Bei dieser Volksmesse hat Pertl vor allem versucht eine melodische Einfachheit, gepaart mit einer Vielfalt an Harmonien und interessanten Einwürfen des Schlagzeugregisters (klassisches Schlagwerk, Stabspiele, symphonische Effekte), welche in Messbearbeitungen selten zu finden sind, zu verarbeiten. Weiters gibt es Arrangements für Holz-, Blech- und Saxofonensembles.
- 2012: 1. Preis beim Kompositionswettbewerb des Tiroler Blasmusikverbandes mit dem zeitgenössischen Programmwerk „Adlerhorst“
- 2013: Musik in Bewegung in Tamsweg – Choreografie und Einstudieren einer Marschshow mit insgesamt 130 Teilnehmern (vereinsübergreifend – Bürgermusik Tamsweg, Bürgerliches Schützenkorps Tamsweg, Samsongruppe Tamsweg)
- 2015: 10 Jahre „Feuer und Stimme“ in St. Michael; Arrangement des Marschs „Feuer und Stimme“
- 2015: CD-Produktion mit ca. 250 Teilnehmern (13 Vereine/Gruppen/Ensembles) „Unser Tamsweg“

## Werke und Bearbeitungen für Blasorchester
- Alputainment (Solostück für Alphörner mit Blasorchester)
- Amazonas Marsch (Amerikanischer Militärmarsch)
- Ein Streifzug durch Salzburg (Konzertwalzer mit Landschafts-Bildpräsentation)
- Signation 2000 (Eröffnungshymne der Special Olympics)
- Cala Mesqida (Spanischer Paso Doble in 2 Sätzen)
- Kommankun Marsch (Konzertmarsch)
- Nitsugua (zeitgenössisches Originalwerk)
- Herbstspaziergang (Polka)
- Deutscher Mahnruf „New Age“ (Marsch im Swing-Rhythmus)
- Querschläger Medley (Arrangement)
- Laudato Si (Arrangement für Jugendorchester)
- Wie groß bist du (Arrangement für Jugendorchester)
- Marcia di Gemellaggio (Städte-Partnerschaftsmarsch)
- Zottelmarsch (Persiphlage auf die Blasmusik)
- Schützentag (Straßenmarsch, anlässlich des Bezirksschützentages 2012 komponiert)
- Crystallus Montis (Konzertwalzer)
- Lungauer Echtleng Marsch
- Fortuna Nelle Montagne („Piccola Sinfonia“ – Kleine Ouvertüre)
- St.-Leonhards-Messe (Volksmesse für Blasorchester)
- Adlerhorst (Fantasie für Blasorchester) – Sieger beim Kompositionswettbewerb des Tiroler Blasmusikverbandes 2012
- Tage wie diese (Arr. der Kultband „Tote Hosen“ für Blasorchester)
- Atemlos (Arr. des Megahits von Kristina Bach/Helene Fischer für Blasorchester)
- IUVAVUM (Zeitgenössisches Originalwerk/Programmmusik)

Manche seiner Werke sind vom Österreichischen Blasmusikverband, der Österreichischen Blasmusikjugend und den Landesverbänden in die „Literaturlisten für Wertungsspiele“ aufgenommen worden.